# Ożenin
Ożenin (ukr. Оженин) – wieś na Ukrainie, w obwodzie rówieńskim, w rejonie rówieńskim.
Do 2020 w rejonie ostrogski.
Znajduje tu się stacja kolejowa Ostróg, położona na linii Szepietówka – Zdołbunów. Do lat 30. XX wieku nosiła ona nazwę Ożenin.
W czasie okupacji niemieckiej grupa ukraińskich mieszkańców wsi (rodziny Kondratiuków, Makarewyczów i Jewdokija Kozeł) ukrywała Żydów. Po wojnie Instytut Jad Waszem uhonorował za to tytułami Sprawiedliwych wśród Narodów Świata Łukjana i Fedorę Kondratiuków, ich syna Fedira, ich córkę Ninę Sadownik (z d. Kondratiuk), Kuźmę i Mariję Makarewyczów, ich syna Stepana oraz Jewdokiję Kozeł.

## Zabytki
- dwór – pod koniec XIX w. we wsi istniał stary dwór Jełowickich z pięknym ogrodem i aleją wiekowych lip, świadczących o długiej historii tego obiektu. W XIX w. właścicielem był Jełowiecki, siódmy z kolei dziedzic majątku[1]. W 1927 zmarł w majątku Witold Jełowicki, prawnik i sędzia[12].

## Urodzeni, zmarli
- Antonina Niemiryczowa (zd. Jełowicka) – polska poetka późnego baroku, ur. w Ożeninie.
- Witold Jełowicki zm. w Ożeninie